# Four Stars (film)
Four Stars nebo také **** nebo The 24 Hour Movie je experimentální film natočený Andy Warholem. Přes celou délku 25 hodin se v něm vystřídala řada herců (několik z jeho superstars, například Joe Dallesandro, Edie Sedgwick nebo Nico). Jeho pojmenování, čtyři hvězdy (****) vznikl ze slova Fuck. Byl rozdělen do několika částí a rovněž byl promítán i ve zkrácené 100minutové verzi. Premiéra filmu v celé své délce proběhla 16. prosince 1967.